# Crotalaria perbracteolata
Crotalaria perbracteolata är en ärtväxtart som beskrevs av Roger Marcus Polhill. Crotalaria perbracteolata ingår i släktet sunnhampor, och familjen ärtväxter. Inga underarter finns listade i Catalogue of Life.